# Даян Вільямс
Даян Вільямс (англ. Diane Williams; нар. 14 грудня 1960) — американська спринтерка.

## Спортивні досягнення
Чемпіонка світу з естафетного бігу 4×100 метрів (1987).
Бронзова призерка чемпіонату світу з бігу на 100 метрів (1983). Фіналістка (4-е місце) чемпіонату світу з бігу на 100 метрів (1987).
Срібна призерка Панамериканських ігор з бігу на 100 метрів (1987).
Чемпіонка США з бігу на 100 метрів (1987).